# Simone de Beauvoir

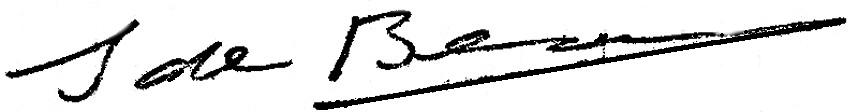
Firma

Simone de Beauvoir (/si'mɔn də bo'vwaʁ/), all'anagrafe Simone Lucie Ernestine Marie Bertrand de Beauvoir (Parigi, 9 gennaio 1908 – Parigi, 14 aprile 1986) è stata una scrittrice, saggista, filosofa, insegnante e femminista francese, importante esponente dell'esistenzialismo.

## Biografia

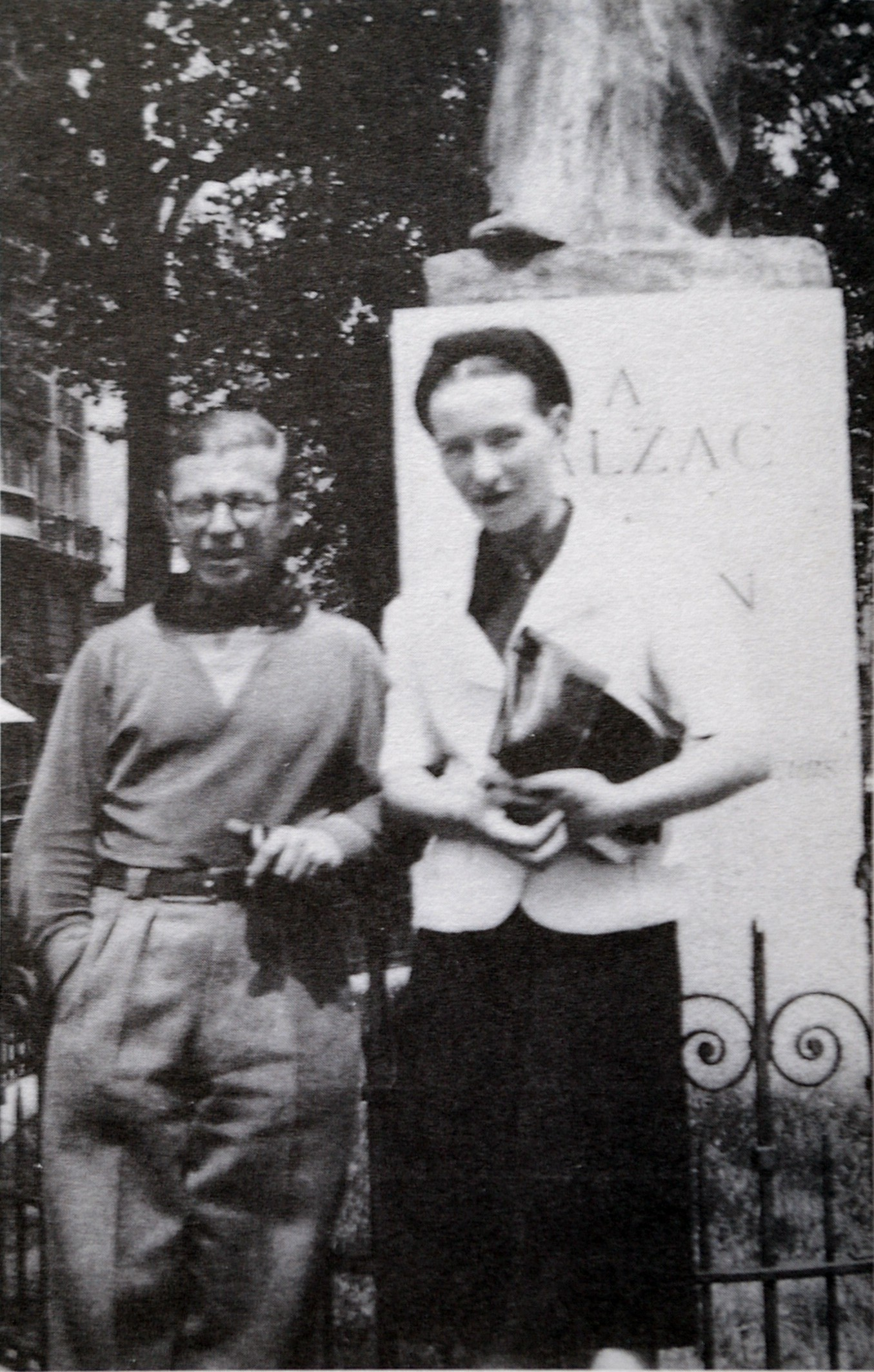
Simone de Beauvoir e Jean-Paul Sartre a Parigi davanti al Monumento a Balzac

Simone de Beauvoir nacque a Parigi alle quattro del mattino del 9 gennaio 1908, figlia di Françoise Brasseur e Georges Bertrand de Beauvoir, in una famiglia alto-borghese, segnata presto dalla bancarotta del nonno materno Gustave Brasseur. Il triste evento costrinse i genitori di Simone e di Henriette-Hélène, la sorella di due anni più giovane, ad abbandonare l'appartamento del Boulevard du Montparnasse per uno più piccolo sito in Rue de Rennes.
Simone e Hélène vissero lunghi anni di disagi e ristrettezze economiche: «usavamo i vestiti fino alla corda, e anche oltre». La famiglia riusciva a stento a rinunciare alle consuetudini borghesi cui era stata abituata: continuarono i soggiorni a Meyrignac dai nonni paterni e a La Grillère presso la zia. Dimostrò sin dall'infanzia una grande passione per la natura. A Meyrignac si avventurava nei campi con Henriette e scopriva con stupore le meraviglie del paesaggio. Altrettanto precoce fu la passione per lo studio. Iscritta al cattolico Istituto Désir, diventò un'allieva esemplare, e decise — fatto allora insolito — di continuare a studiare e di dedicarsi all'insegnamento, allontanandosi allo stesso tempo dalla religione. Qui conobbe Elisabeth Lacoin, detta Zaza, che diventò subito sua grande amica.
Si iscrisse nel 1926 alla Sorbona, laureandosi con una tesi su Leibniz e ottenendo nel 1929 l'agrégation (idoneità all'insegnamento riservata ai migliori allievi francesi) in filosofia. Gli anni dell'università coincidono anche con il primo amore: il cugino Jacques Champigneulle. Simone si innamora di lui e al tempo stesso viene introdotta in un nuovo mondo: si appassiona infatti ad autori quali Gide, Radiguet e Proust, interessandosi quindi a una letteratura ribelle e anticonformista. Il cugino spegne però presto i sogni matrimoniali della fanciulla, e si lega a un'altra donna. Simone, ferita nei propri sentimenti, attraversa nell'estate del 1927 un periodo di depressione.
Nel frattempo l'amica Elisabeth Lacoin, detta Zaza, si era fidanzata con un collega di università di Simone: Maurice Merleau-Ponty. Quest'ultimo apparteneva però a una famiglia cattolica della buona borghesia, e dell'unione con Elisabeth nessuno era a conoscenza a La Rochelle, suo luogo di provenienza. Madame Lacoin minacciò di far scoppiare uno scandalo e Merleau-Ponty, impaurito, scappò, lasciando la ragazza sola e disperata. Era l'autunno 1929; la giovane, fuori di sé per il dolore, benché sia reduce dall'influenza vorrebbe andare in piscina nonostante il freddo e un'epidemia in corso, ma viene dissuasa. Decide allora di andare a trovare un amico infetto. Morirà il 25 novembre di encefalite virale.
Simone non perdonò mai Madame Lacoin per l'accaduto, ritenendo che Elisabeth-Zaza sia stata assassinata dall'opprimente ambiente socio-familiare in cui era stata educata.

### La scrittura e l'impegno nei movimenti di trasformazione sociale
All'università incontra, nel luglio 1929, colui che, senza matrimonio né convivenza, diventerà il compagno della sua vita, il filosofo esistenzialista Jean-Paul Sartre. Sono, questi, gli anni in cui conosce, oltre a Merleau-Ponty, Lévi-Strauss, Raymond Aron, Paul Nizan.

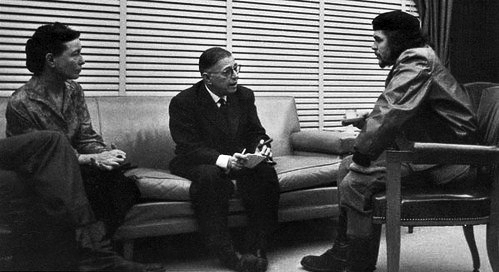
Simone de Beauvoir con Jean-Paul Sartre e Che Guevara nel 1960

Inizia a insegnare nel 1930, prima a Marsiglia ed infine a Parigi, dove nel 1943 venne licenziata e interdetta a vita dall'insegnamento per corruzione di minore, per una relazione lesbica con una delle sue studentesse. La relazione risaliva al 1939, quando la de Beauvoir aveva circa 30 anni e l'amante, Nathalie Sorokin, 17 anni. I genitori della Sorokin denunciarono la scrittrice, che non subì processi penali in quanto l'età del consenso in Francia era (ed è) di quindici anni, ma in quanto insegnante subì un procedimento disciplinare che si concluse con l'espulsione e l'inibizione dall'attività.
Poco prima era già stata sospesa in seguito alla sua relazione con Bianca Lamblin (Bienenfeld), una sua allieva sedicenne, figlia di un ebreo polacco rifugiatosi in Francia con le due figlie e la moglie gravemente ammalata. Bianca rivelò come Simone de Beauvoir e Jean-Paul Sartre abusarono di lei all'età di sedici anni in un ménage à trois nelle sue Memorie di una ragazza disturbata (Mémoires d'une jeune fille dérangée) nel 1993, in risposta alla pubblicazione nel 1990 delle Lettere al Castoro e ad altre amiche. 1926-1963 (Lettres au Castor et à quelques autres) di Jean-Paul Sartre, in cui aveva notato di essere indicata con lo pseudonimo di Louise Védrine. Nelle Memorie scrive: «Ho scoperto che Simone de Beauvoir prelevava dalle sue classi di giovani ragazze della "carne fresca" che lei "assaggiava" prima di passarla, o dovremmo dire ancora più crudamente, "scaricarla" a Sartre».
Simone de Beauvoir parla, invece, nelle sue memorie, di un rapporto di semplice amicizia con Nathalie Sorokin. Afferma anche che l'accusa di corruzione di minore è falsa, una vendetta della madre di Nathalie in seguito al rifiuto da parte della scrittrice di usare la sua influenza sulla figlia per farle accettare un "matrimonio vantaggioso".
Nel 1977 sottoscriverà assieme a Sartre, Michel Foucault, Jacques Derrida e Roland Barthes, una petizione indirizzata al Parlamento, chiedendo l'abrogazione di numerosi articoli di legge e la depenalizzazione di qualsiasi rapporto consenziente tra adulti e minori di quindici anni (la cosiddetta Pétitions françaises contre la majorité sexuelle).

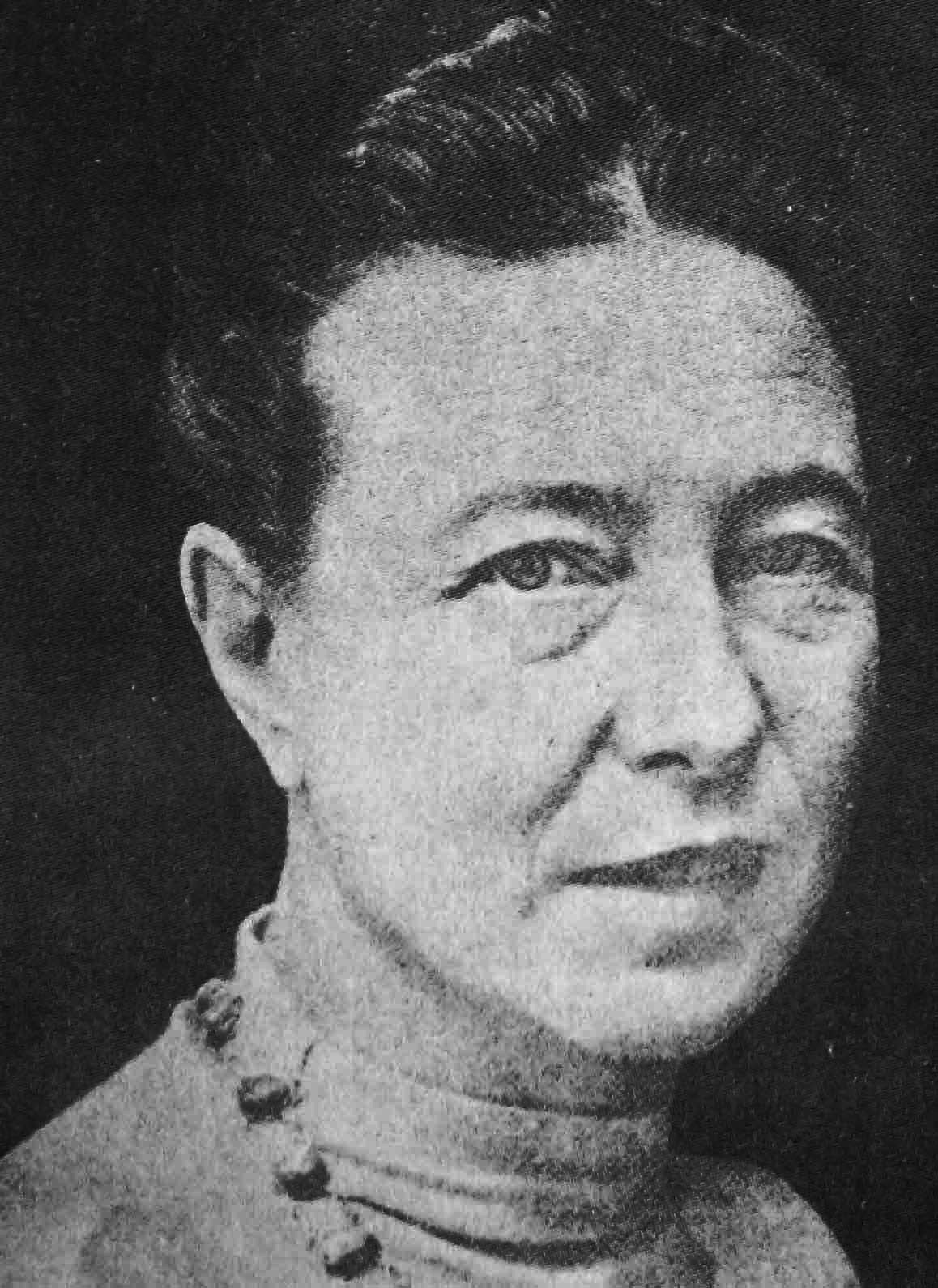
Primo piano di Simone de Beauvoir

Molto importanti sono dal 1930 in poi le sue esperienze di viaggio in vari continenti per la sua formazione intellettuale. Con Sartre compie i suoi primi viaggi, in Spagna, in Italia, in Grecia, in Marocco; nulla sfugge a questi due intellettuali degli eventi culturalmente significativi di questo periodo, si appassionano al cinema e al jazz e vivono con partecipazione i grandi rivolgimenti politici di quegli anni: il nazismo in Germania, la guerra civile spagnola del 1936, la seconda guerra mondiale. Durante la guerra, Simone de Beauvoir rimane a Parigi, occupata dai nazisti, e condivide con Sartre la breve esperienza del gruppo di Resistenza "Socialismo e Libertà". A questa breve esperienza la de Beauvoir affiancò un periodo molto più lungo come direttrice della radio collaborazionista di Vichy. [fonte?] Dopo la Liberazione lascia quindi l'insegnamento ed entra a far parte del comitato di redazione della rivista Les Temps Modernes, insieme a Sartre, Leiris, Merleau-Ponty e altri.
Nel 1947 si reca negli Stati Uniti per una serie di conferenze e incontra lo scrittore Nelson Algren, con cui stabilisce un intenso rapporto d'amore. Compie anche un viaggio di "esplorazione" di quattro mesi negli Stati Uniti utilizzando vari mezzi di trasporto: automobile, treno e Greyhound. Durante il viaggio compilò dettagliatamente un diario, che fu pubblicato in Francia nel 1948 con il titolo L'Amérique au jour le jour (L'America giorno per giorno). Compie altri viaggi significativi (Brasile, Cuba, Cina, Unione Sovietica) e ritorna molto spesso in Italia con Sartre. Dopo Il secondo sesso (1949), ormai famosa in tutto il mondo, Simone de Beauvoir, per le particolari posizioni assunte come scrittrice e come donna, è oggetto di grande ammirazione ma anche di aspre polemiche. Allo scoppio della guerra di liberazione algerina, prende posizione a favore di questa lotta, cosa che renderà il suo isolamento ancora più pesante.

### Il femminismo
Simone de Beauvoir è considerata la madre del movimento femminista, nato in occasione della contestazione studentesca del maggio francese del 1968, che seguirà con partecipazione e simpatia. Gli anni Settanta la vedono fervidamente in prima linea in varie cause: la dissidenza sovietica, il conflitto arabo-israeliano, l'aborto, il Cile, la donna (è presidente dell'associazione Choisir e della Lega dei diritti della donna).
Nel 1971 redige il "Manifesto delle 343" (Le manifeste des 343) firmato appunto da 343 fra intellettuali, attrici, e donne comuni che si autodenunciavano per avere fatto ricorso all'aborto ("Je me suis faite avorter"). All'epoca era in vigore la legge del 1920 che puniva da 3 mesi a 6 anni chi avesse fatto ricorso all'aborto o avesse procurato aborti. Nel 1943, sotto il regime di Vichy, si erano registrate le ultime due esecuzioni capitali di Marie-Louise Giraud e di Désiré Pioge, condannate per avere procurato aborti.
Simone de Beauvoir ha, quindi, parlato della condizione della donna, alla luce dell'esistenzialismo; affermando che "L'esistenza precede l'essenza" si può ammettere che "non si nasce donna ma lo si diventa" ("On ne naît pas femme : on le devient"). La scrittrice ha dato un grande contributo alla filosofia dell'esistenzialismo, affermando che l'uomo vive in un'ambiguità ontologica e il modo per realizzarsi è quello di accettare tale ambiguità e non cercare di eliminarla.
Nell'ultimo periodo della sua vita, Simone de Beauvoir affronta con coraggio un altro problema sociale, quello della vecchiaia, cui dedica un importante saggio, La terza età (1970).
Lei stessa si descrisse così:
Con i tacchi bassi, i capelli tirati, somiglio ad una patronessa, ad un'istitutrice (nel senso peggiorativo che la destra dà a questa parola), ad un caposquadra dei boy-scout. Passo la mia esistenza fra i libri o a tavolino, tutto cervello. […] Nulla impedisce di conciliare i due ritratti. […] L'essenziale è presentarmi come un'anormale. […]

Il fatto è che sono una scrittrice: una donna scrittrice non è una donna di casa che scrive, ma qualcuno la cui intera esistenza è condizionata dallo scrivere. È una vita che ne vale un'altra: che ha i suoi motivi, il suo ordine, i suoi fini che si possono giudicare stravaganti solo se di essa non si capisce niente.»
(S. de Beauvoir, La forza delle cose, p. 614)

### Una vita in due

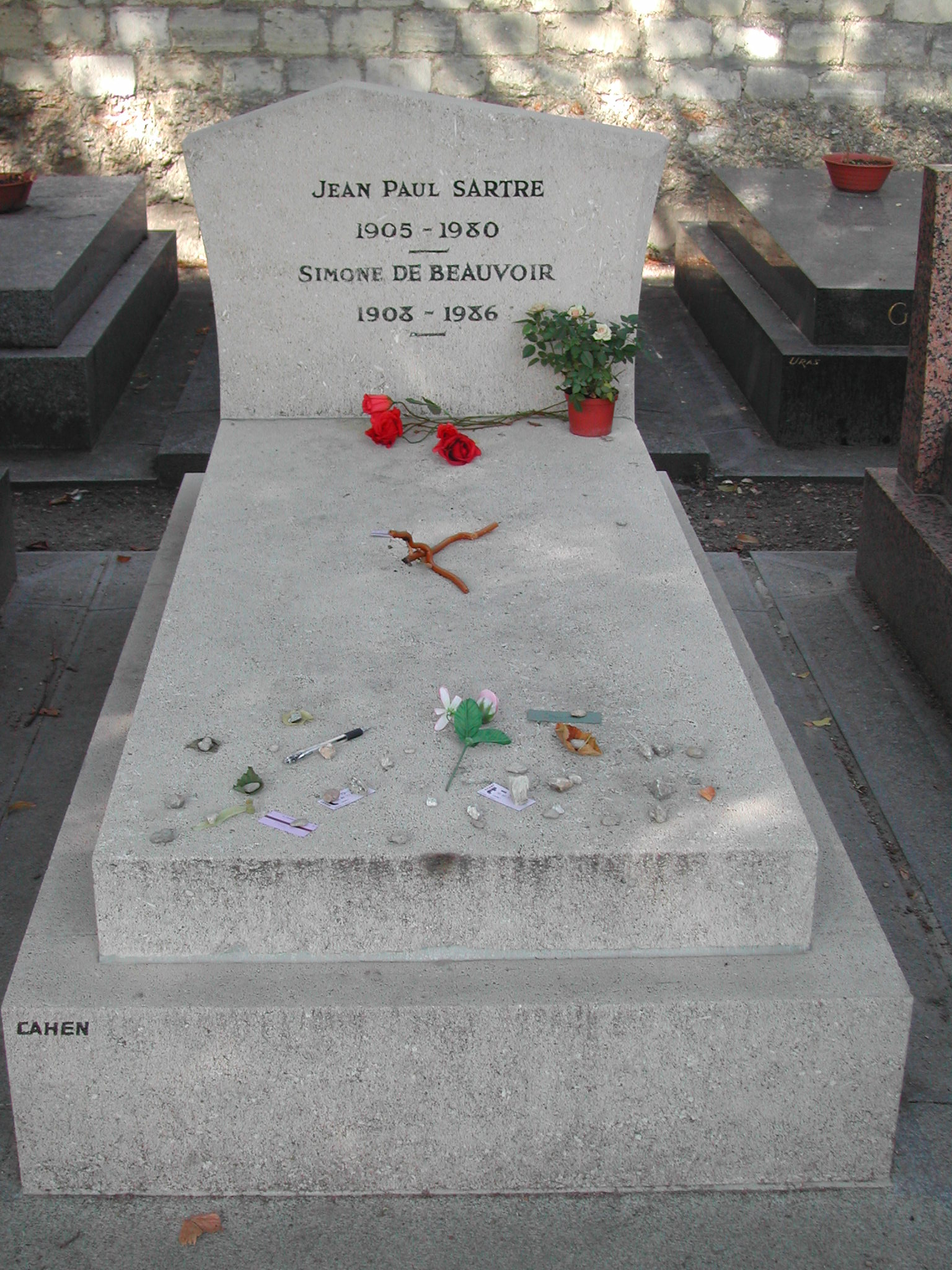
Tomba di Sartre e Simone de Beauvoir

Nel 1981, in seguito alla morte di Sartre, scrisse La cerimonia degli addii (La Cérémonie des adieux), cronaca degli ultimi anni del celebre pensatore.
Simone de Beauvoir morì il 14 aprile 1986 e venne seppellita nel cimitero di Montparnasse di Parigi accanto al suo compagno di vita Jean-Paul Sartre, deceduto sei anni prima, il 15 aprile 1980. Radicalmente atea come Sartre, ne La Cérémonie des Adieux aveva scritto a riguardo della morte di colui col quale aveva condiviso gran parte della sua esistenza e delle sue idee: «La sua morte ci separa. La mia morte non ci riunirà. È così; è già bello che le nostre vite abbiano potuto essere in sintonia così a lungo».
Molti studiosi si sono interrogati circa il tipo di amore che legasse Jean-Paul a Simone e molte sono state le risposte. Ciò che emerge è soprattutto una grande e reciproca stima intellettuale. Durante il loro lungo sodalizio entrambi hanno comunque avuto costanti rapporti "extraconiugali" in base a un comune accordo, talvolta anche condividendo la stessa amante.

## Percorso letterario
L'invitata (1943) è il primo romanzo pubblicato da Simone de Beauvoir, quello che la rivelò come scrittrice. Vi è affrontato con coraggio un tema difficile: l'inserimento nell'ambito di una coppia di un terzo personaggio, che ne muta l'intero equilibrio, costringendo ognuno a svelarsi sotto lo sguardo dell'altro. La tematica della responsabilità ritorna nel suo secondo romanzo, Il sangue degli altri (1945): durante la seconda guerra mondiale, nella Francia occupata, coloro che si erano accostati alla Resistenza si erano trovati di fronte a una duplice assunzione di responsabilità: quella di lottare contro l'oppressione nazista e quella di spingere gli altri (spesso le persone più care) a rischiare la vita. Di fronte allo strazio di queste morti, Simone de Beauvoir riafferma che non c'era altra via possibile, e che ognuno è sempre responsabile in prima persona delle proprie scelte, della propria libertà.
Dopo il suo viaggio negli Stati Uniti, pubblica Il secondo sesso (1949), un saggio fondamentale che da un lato fa il punto sulle conoscenze biologiche, psicoanalitiche, storiche, antropologiche esistenti sulla donna, e dall'altro apre la strada a quella discussione radicale sulla condizione femminile che avrebbe caratterizzato i decenni successivi. Il volume riscosse grande successo negli Stati Uniti mentre fu accolto con scandalo in Francia e nel resto d'Europa, tanto da essere messo all'Indice dei libri proibiti.
Sono, questi, anni ricchi per la de Beauvoir, che riesce ad affrontare opere di grande respiro con forza e originalità. Nel 1954 esce I mandarini, con cui vince il premio Goncourt, considerato il suo più bel romanzo. Anche questo volume viene inserito nell'Indice dei libri proibiti.

### L'autobiografia
A partire dal 1958, si dedica alla sua autobiografia, uscita in quattro volumi: Memorie di una ragazza perbene (1958), L'età forte (1960), La forza delle cose (1963), A conti fatti (1972). È un'opera particolarmente preziosa perché offre, oltre alla storia personale della scrittrice, la diretta testimonianza sull'atmosfera e sul grande dibattito culturale svoltosi in Francia dagli anni trenta fino alla fine degli anni sessanta. Una morte dolcissima (1964) è il racconto intensamente commosso dedicato alla morte della madre. I temi angosciosi della malattia, della vecchiaia e della morte sono quelli che Simone de Beauvoir ha voluto affrontare, una volta di più con grande coraggio, negli ultimi anni della sua vita (La terza età, 1970). Tali autobiografie sono il frutto del suo desiderio di introspezione. In tutti i suoi scritti vi sono rimandi autobiografici, in quanto Simone de Beauvoir ha voluto tradurre il mondo con il linguaggio della propria sensibilità. Lei ha introdotto tale scrittura autobiografica nella cultura francese di quel periodo, in quanto tale stile è sempre stato più prominente nella bibliografia italiana. L'autobiografia è un modo per vivere il proprio passato nel presente.

### La cerimonia degli addii
La cerimonia degli addii (1981) è l'ultimo suo grande lavoro letterario; Nella prima parte del libro ha ripercorso gli ultimi dieci anni di vita di Sartre, anni difficili a causa dei problemi di salute del compagno, ma comunque pregni dell'interesse per le vicende politiche. Dal 1973 Sartre ha vissuto in condizioni di salute precarie, in quell'anno fu colpito da un ictus, con il passare del tempo ha perso anche l'uso della vista. Descrivendo la morte di Jean-Paul Sarte, avvenuta il 15 aprile 1980, Simone de Beauvoir ha concluso il suo racconto autobiografico. Nella seconda parte del libro vi è un racconto delle conversazioni con Sartre nel periodo dell'estate del 1974, che mettono in risalto il Sartre diviso fra letteratura e filosofia, il suo rapporto con la politica, con le donne, con se stesso e con Dio. Emerge, in questo scritto, anche il rapporto che l'autrice ed il compagno hanno avuto con altri grandi esponenti del pensiero filosofico di quegli anni, soprattutto con Maurice Merleau-Ponty e Albert Camus.

## Pensiero

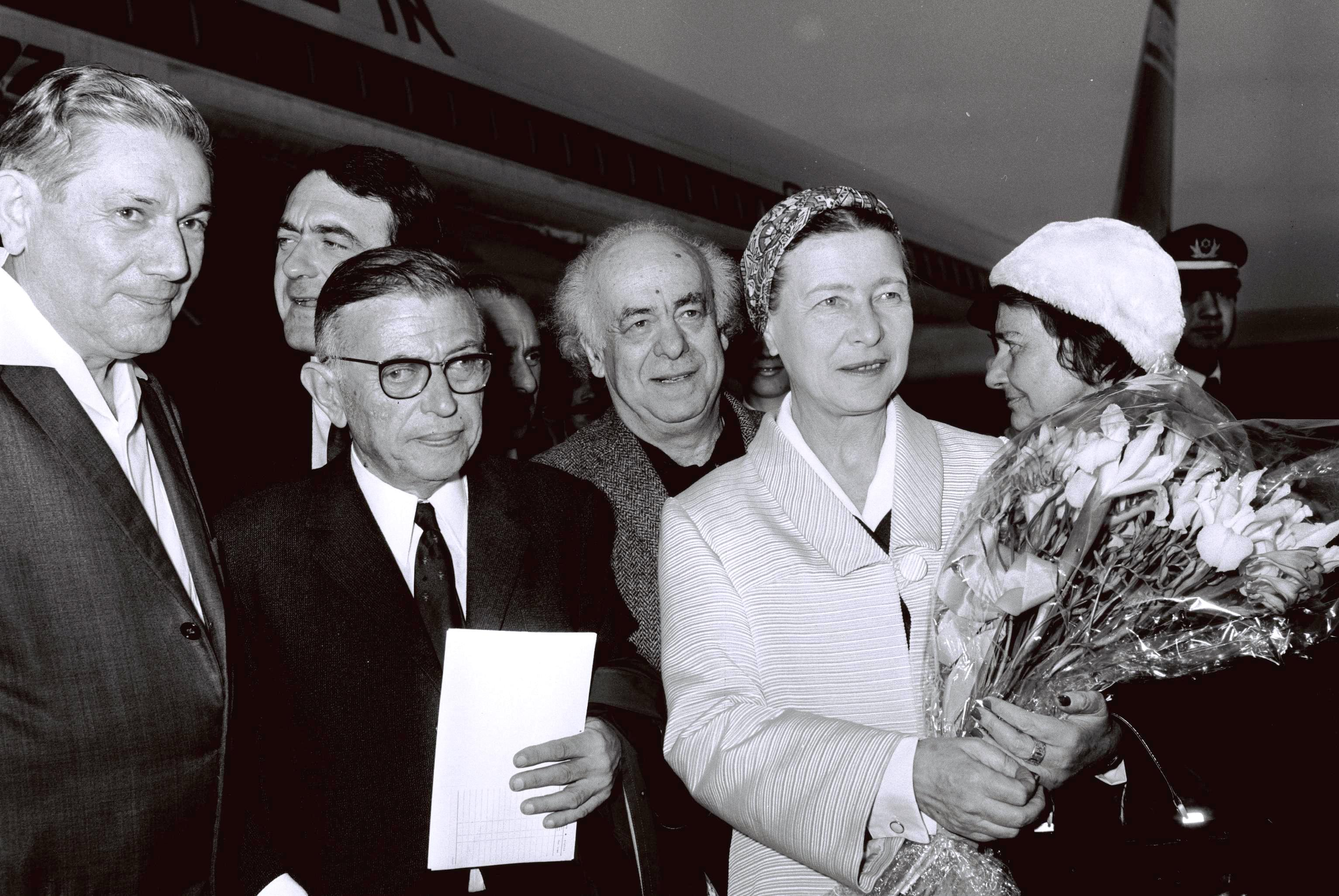
Simone de Beauvoir e Jean-Paul Sartre in Israele (1967)

Il pensiero di Simone de Beauvoir si forma in comunione con quello di Sartre e con il suo esistenzialismo: i due scrittori sono soliti discutere le loro idee così come i loro scritti, e tengono in massima considerazione la reciproca critica. Le opere della scrittrice sono densamente intessute di considerazioni filosofiche ed esistenzialiste comunque personali, rivolte in modo particolare ad approfondire il tema del ruolo e della condizione della donna nella società moderna. La visione che la società ha della donna è distorta, in quanto la donna viene considerata sempre in relazione all'uomo. Ha condannato il matrimonio, affermando che si tratta di un'istituzione perversa, corrosa alle fondamenta, quindi il fallimento di un matrimonio non è colpa degli uomini ma dell'istituzione stessa.
La libertà è di fatto una condizione di ambiguità, in cui siamo contemporaneamente oggetti e soggetti. De Beauvoir ha sempre conferito una grande importanza alla riflessione, affermando che la stupidità fa essere felici immotivatamente, quindi bisogna assolutamente combatterla. Si è occupata anche del ruolo della parola, sostenendo che "le parole fissano la verità solo dopo averla assassinata", in quanto lasciano fuggire l'importanza del valore della presenza in essa. Ha affermato, inoltre, che l'uomo si distingue dall'animale perché è in grado di rischiare la vita e non soltanto di darla e per questo il sesso maschile è stato posto sempre in primo piano, a discapito del sesso femminile. Nella sua attività intellettuale hanno ovviamente avuto una notevole rilevanza le sue origini alto-borghesi e la presa di una qualche distanza "politica" da queste in anni successivi, così come l'abbraccio di un certo tipo di socialismo e d'attivismo politico di concerto con Sartre; infatti entrambi, pur condividendo molti dei principi del comunismo ufficiale, non vi aderiranno mai completamente per varie ragioni: alcune delle quali si possono evincere ad esempio dalla lettura del romanzo I mandarini.
Si è sempre schierata contro il sistema capitalistico, nel quale il prestigio degli oggetti di valore non è insito in essi, ma è assegnato loro da chi li valuta. Simone de Beauvoir ha affermato l'esistenza di uno stretto legame tra la politica e la morale. Il suo ateismo è ben reso da espressioni come: "Dio è diventato un'idea astratta, che una sera io ho cancellato". Atea come Sartre, per lei l'ateismo non è disimpegno dalla morale, ma la fondazione di una nuova etica irreligiosa non meno impegnativa e innovativa della coscienza e del costume. Infatti, non vuol dire che "tutto è lecito perché Dio non esiste", anzi, nulla è lecito se non è giustificato ed è la coscienza a sperimentarsi come unica e sovrana, quindi l'unico a essere responsabile della propria salvezza è il soggetto stesso, in quanto non bisogna mai affidarla a qualcun altro perché la perderemmo inesorabilmente. Dal 1970, Simone de Beauvoir ha maturato alcune convinzioni filosofiche per quel che concerne la fase della vecchiaia, la quale sembra essere diventata un problema per la società, perché si considera, ingiustamente, la giovinezza come il periodo fondamentale della vita; quindi la vecchiaia non è solo un fatto biologico, ma anche culturale.

## Cultura di massa
- Compare (assieme a Margaret Mead, Elisabetta I, Lauren Bacall e Lillian Hellman) nell'episodio de I Simpson Fuma che ti danza, tra le eroine femministe di Lisa Simpson.
- Il film TV francese Les Amants du Flore di Ilan Duran Cohen (2006) racconta la relazione di Sartre e Simone de Beauvoir.
- Compare, con Sartre, nel dipinto I funerali di Togliatti di Renato Guttuso.

## Opere

### Romanzi
- L'invitata (L'Invitée, 1943), trad. Federico Federici, introduzione di GIovanni Bogliolo, Mondadori, Milano, 1980
- Il sangue degli altri (Le Sang des autres, 1945), trad. Dianella Selvatico Estense, introduzione di Paola Decina Lombardi, Mondadori, Milano, 1985
- Tutti gli uomini sono mortali (Tous les hommes sont mortels, 1946), trad. Giancarlo Vigorelli, Mondadori, Milano, 1949, con introduzione di Francesca Sanvitale, ivi, 1983
- I mandarini (Les Mandarins, 1954), Premio Goncourt, trad. Franco Lucentini, Einaudi, Torino, 1955
- Le belle immagini (Les Belles Images, 1966), trad. Clara Lusignoli, Einaudi, Torino, 1968

### Raccolte di racconti
- Una donna spezzata (La Femme rompue, 1967), trad. Bruno Fonzi, Einaudi, Torino, 1969
- Lo spirituale un tempo (Quand prime le spirituel, 1979), trad. Dianella Selvatico Estense, Einaudi, Torino, 1980
- Malinteso a Mosca (Malentendu à Moscou, 2013), a cura Isabella Mattazzi, Ponte alle Grazie, Milano, 2014 [racconto pubblicato postumo]

### Saggi
- Pirro e Cinea (Pyrrhus et Cinéas, 1944), trad. Andrea Bonomi, in Per una morale dell'ambiguità, Sugar, Milano, 1964.
- Per una morale dell'ambiguità (Pour une morale de l'ambiguïté, 1947), trad. Andrea Bonomi, Garzanti, Milano, 1975.
- L'America giorno per giorno (L'Amérique au jour le jour, 1948), trad. Adriana Dell'Orto, Feltrinelli, Milano, 1955.
- L'Existentialisme et la Sagesse des nations (1948)
- Il secondo sesso (Le Deuxième Sexe, 1949), 2 voll., trad. Roberto Cantini e Mario Andreose, Il Saggiatore, Milano, 1961.
- S. de Beauvoir-Gisèle Halimi, Djamila Boupacha, French & European Pubns, 1962.
- Esiste la donna?, Milano, Club del Libro, 1982.
- Bruciare Sade? (Faut-il brûler Sade ? - Privilèges, 1955), trad. Giuseppe Grasso, Prefazione di Michele Rago, Lucarini, Roma, 1989.
- La lunga marcia (La Longue Marche, 1957), trad. Laura Frausin Guarino, Mondadori, Milano, 2006.
- La terza età (La Vieillesse, 1970), trad. Bruno Fonzi, Einaudi, Torino, 1971.
- Brigitte Bardot and the Lolita Syndrome, Ayer Co Pub, 1976.
- Quando tutte le donne del mondo..., a cura di Claude Francis e Fernande Gontier, trad. Vera Dridso e Bianca Garufi, Collana gli Struzzi, Torino, Einaudi, 1982.
- La donna e la creatività, Milano, Mimesis, 2001.
- Narrare...é già politica, Roma, Nottetempo, 2009.
- Simone de Beauvoir, Theodore Dreiser, Political Writing, University of Illinois Press, 2012.
- Brigitte Bardot. Dialogo e fotografie, Ghibli, 2015.
- Sulla liberazione della donna, E/O, 2019.
- S. de Beauvoir, Jean-Paul Sartre, Libertà e potere non vanno in coppia, Edizioni Interno4, 2020.
- Storia della letteratura francese, Passerino Luigi.
- La femminilità, una trappola. Scritti inediti 1927-1982, L'Orma editore, Roma, 2021.

### Memorie
- Memorie d'una ragazza perbene (Mémoires d'une jeune fille rangée, 1958), trad. Bruno Fonzi, Einaudi, Torino, 1960
- L'età forte (La Force de l'âge, 1960), trad. Bruno Fonzi, Einaudi, Torino, 1961
- La forza delle cose (La Force des choses, 1963), trad. Bianca Garufi, Einaudi, Torino, 1966
- Una morte dolcissima (Une mort très douce, 1964), trad. Clara Lusignoli, Collana I Coralli, Einaudi, Torino, 1966
- A conti fatti (Tout compte fait, 1972), trad. Bruno Fonzi, Einaudi, Torino, 1973
- La cerimonia degli addii; seguita da Conversazioni con Jean-Paul Sartre, (La cérémonie des adieux suivi de entretiens avec Jean-Paul Sartre, 1981), trad. Elena De Angeli, Einaudi, Torino, 1983, ISBN 978-88-06-05618-6
- Simone de Beauvoir, Una morte dolcissima, Einaudi, 2015.
- Simone de Beauvoir, Hard Times: Fource of circumstance, Marlowe & Co, 1994.
- Simone de Beauvoir, Le inseparabili, Ponte alle Grazie, 2020.

### Teatro
- Le bocche inutili (Les bouches inutiles, 1945), trad. Enza Biagini e Marco Lombardi, Le lettere, Firenze, 2009

### Epistolari
- Lettres à Sartre, tome I: 1930-1939, Paris, Gallimard, 1990.
- Lettres à Sartre, tome II: 1940-1963, Paris, Gallimard, 1990.
- Lettres à Nelson Algren, traduction de l'anglais par Sylvie Le Bon, 1997.
- Correspondance croisée avec Jacques-Laurent Bost, 2004.
- Simone de Beauvoir, A Translatantic Love Affair, The New Press, 1999.

### Diari
- Journal de guerre, septembre 1939-janvier 1941, 1990.
- Cahiers de jeunesse, 1926-1930, 2008.
- Simone de Beauvoir, Diary of a Philosophy Student: Volume 1, 1926-1927, vol. 1, University of Illinois Press, 2006.
- Simone de Beauvoir, Diary of a Philosophy Student: Volume 2, 1928-1929, University of Illinois Press, 2019.

## Filmografia
- Les Amants du Flore, regia di Ilan Duran Cohen – film TV (2006)
- Sartre, l'âge des passions, regia di Claude Goretta – film TV (2006)
- Simone de Beauvoir - une femme actuelle, di Dominique Gros – documentario (2007)
- Mood Indigo - La schiuma dei giorni (L'Écume des jours), regia di Michel Gondry (2013)
- Violette, regia di Martin Provost (2013)